# Pucó
Pucó (szlovákul Pucov) község Szlovákiában, a Zsolnai kerületben, az Alsókubini járásban.

## Fekvése
Alsókubintól 7 km-re keletre, az Árvai-hegységben fekszik.

## Története
A régészeti leletek tanúsága szerint a község területén már a bronzkorban emberi település volt.
Pucó neve pataknévként már 1351-ben felbukkan. A község a 16. század közepén a vlach jog alapján keletkezett, az árvai uradalomhoz tartozott a községi bíró irányítása alatt. 1550-ben „Pucov”, 1564-ben „Puczov” néven említik. 1574-ben Thurzó Ferenc özvegyének, Zrínyi Katalinnak a birtoka. 1590-ben Thurzó György ítélkezik a Bezine és Pucó közötti határ ügyében. Az 1611-es egyházi vizitáció szerint Pucó az alsókubini plébániához tartozik. A 17. század végi kuruc harcokban teljesen elpusztult, 1690-ben is még nagy része puszta volt. 1739-ben dögvész pusztított. 1764-ben a községben két malom működött. 1778-ban 376 lakosa volt.
A 18. század végén Vályi András így ír róla: „PUCZO. Népes tót falu Árva Vármegyében, az Árvai Uradalomhoz tartozik, lakosai katolikusok, az előtt Kubinnak filiája vólt, de már tulajdon Plébánossok van, fekszik Árva-vizéhez közel, Kubinhoz sem meszsze, határja középszerű, vagyonnyai is meglehetősek, lakosai fénköveket, ’s egyebeket is készítenek, második osztálybéli.”
1828-ban 105 házában 551 lakos élt. 1831-ben kolerajárvány pusztított. Lakói mezőgazdasággal, állattartással, kőfejtéssel foglalkoztak.
Fényes Elek 1851-ben kiadott geográfiai szótárában így ír a faluról: „Puczo, tót falu, Árva vmegyében, 549 kath., 2 zsidó lak. Kath. paroch. templom. 57 4/8 sessio. Kőbánya, 2 vizimalom. F. u. az árvai uradalom. Ut. p. Rosenberg.”
A trianoni diktátumig Árva vármegye Alsókubini járásához tartozott.

## Népessége
| Év:            | 1994. | 2004.   | 2014.    | 2024.   |
| -------------- | ----- | ------- | -------- | ------- |
| Emberek száma: | 684   | 735     | 831      | 895     |
| Eltérés:       |       | +7,45 % | +13,06 % | +7,70 % |

| Év:            | 2023. | 2024.   |
| -------------- | ----- | ------- |
| Emberek száma: | 891   | 895     |
| Eltérés:       |       | +0,44 % |

1910-ben 388, túlnyomórészt szlovák anyanyelvű lakosa volt.
2001-ben 714 lakosából 712 szlovák volt.
2011-ben 753 lakosából 743 szlovák volt.

## Nevezetességei
- Szent András apostolnak szentelt római katolikus temploma 1805-ben épült klasszicista stílusban.
- Barokk kálváriája a 19. század elején épült.

## Külső hivatkozások
- Nem hivatalos oldal
- E-obce.sk Archiválva 2008. október 5-i dátummal a Wayback Machine-ben
- Községinfó
- Pucó Szlovákia térképén